# 加罗特
加罗特（Garoth），是印度中央邦Mandsaur县的一个城镇。总人口14568（2001年）。

## 人口
该地2001年总人口14568人，其中男性7426人，女性7142人；0—6岁人口2134人，其中男1063人，女1071人；识字率62.86%，其中男性为75.63%，女性为49.58%。